# Ossature légère en bois

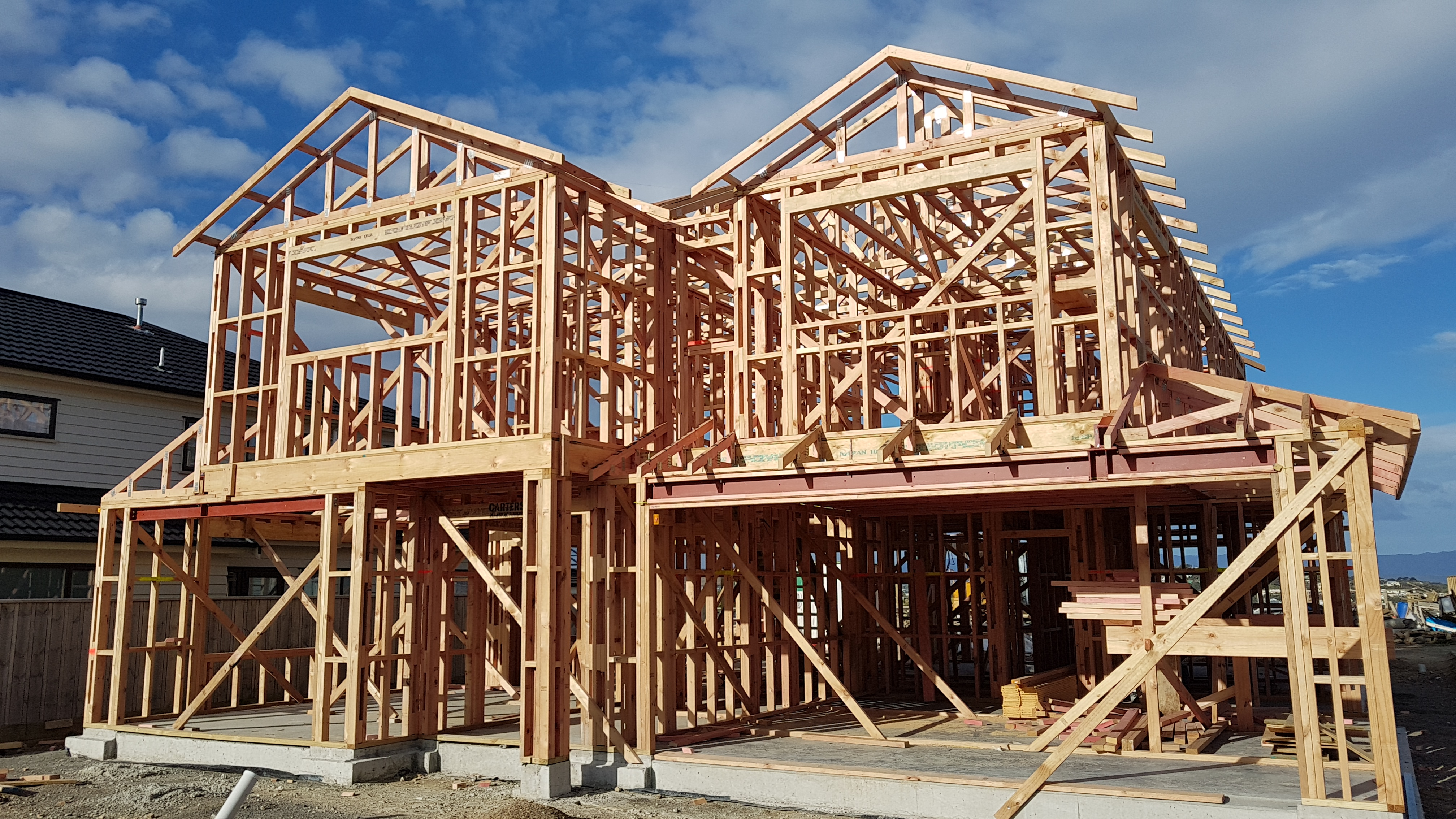
Maison à ossature en bois à plateforme, en cours de construction

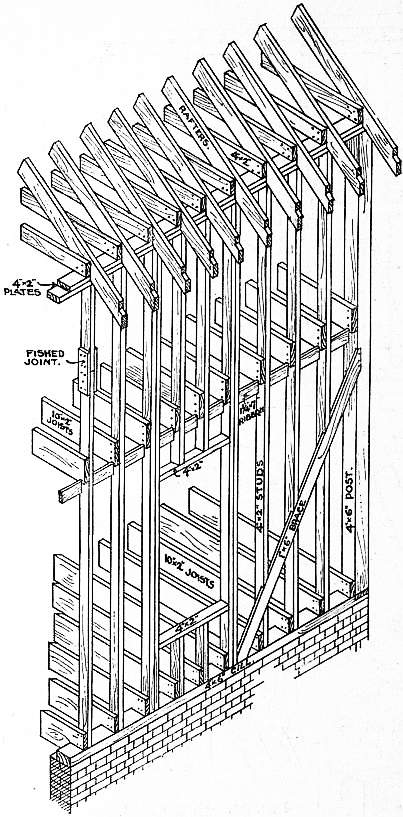
Plan de principe d’une maison à ossature en bois à claire-voie

Une ossature légère en bois est une construction à ossature en bois, utilisant des parois dont les fonctions porteuses sont assurées par des pièces de faible section mais utilisées en grande quantité, ainsi que des planchers et une charpente porteuse de la couverture construits selon le même principe.
Il existe notamment deux types d'ossature légère très répandus :
- l'ossature à plateforme[1] ;
- l'ossature à claire voie.

La grande différence technique entre les deux systèmes, au-delà des évolutions technologiques, de production industrielles en série et de contraintes environnementales ayant conduit à ce que l’approche à plateforme domine le marché constructif moderne, réside dans le fait que le système à plateforme voit les planchers intermédiaires assurer la fonction de reprise de charge, ce qui n’est pas le cas pour le système à claire-voie.
La construction à ossature légère en général, et spécifiquement à plateforme, utilisant des bois aux dimensions normalisées, est devenue la méthode de construction dominante en Amérique du Nord et en Australie, et plus largement dans le monde entier, en raison de l'économie de la méthode : l'utilisation d'un minimum de matériaux structurels et la rapidité de mise en œuvre permettent aux constructeurs de clôturer une grande surface à un coût minime, tout en réalisant une grande variété de styles architecturaux (structure générale du bâtiment, parements intérieurs et extérieurs).

## Principes généraux

### Structure légère auto-porteuse
Une ossature légère en bois est une construction en bois utilisant de très nombreuses pièces de faible section. Son avantage constructif réside dans la légèreté des pièces mises en œuvre, dont l’assemblage rigoureux et le contreventement offre toutefois une bonne résistance. Les fondations doivent ainsi supporter moins de poids qu'une construction classique, la reprise de charge est simplifiée. Les charges sismiques se trouvent également réduites.
Les murs d’une maison à ossature en bois sont simplement des cadres constitués de membrures (montants) de bois assez fins, de dimensions généralement normalisées (ex. 45x145 mm en Europe, 2"x4" aux États-Unis…), espacées de 40 ou 60 cm en général, et sommairement équerrés par d’autres membrures horizontales (lisses basses et hautes). La structure résultante est parfois renforcée d’étrésillons, et quasi systématiquement équerrée et rigidifiée par un contreventement de panneaux pleins. Au sein de cette structure creuse peuvent ensuite être placés d’éventuels matériaux isolants, des réseaux, etc. Ces cadres sont souvent pré-assemblés en atelier, transportés sur site, puis dressés et raccordés entre eux. Les planchers, affleurants et participants à la reprise de charge, ainsi que les éléments de charpente portant la couverture, sont également réalisés selon une technique très similaire.
Cette méthode de construction, réputée simple et rapide donc peu coûteuse notamment du fait de sa normalisation, autorise la préfabrication de modules (murs complets, sections de planchers, fermettes…) en atelier ou usine, à l'abri des intempéries. Après livraison sur site, l’assemblage des modules est très rapide, sans temps de séchage : l'achèvement du clos-couvert peut donc être obtenu en quelques jours seulement pour un bâtiment typique telle qu’une maison familiale d’habitation. La maison à ossature en bois permet des agrandissements plus économiques et rapides à mettre en œuvre.
La tendance à mieux isoler les maisons conduit de plus en plus à doubler cette ossature, déjà isolée, d'une isolation périphérique, intérieure et/ou extérieure, dans le but d’améliorer les performances thermiques initialement faibles d’une telle structure creuse : densification et/ou épaississement pour un meilleur déphasage thermique au bénéfice du confort d'été, suppression de tous les ponts thermiques imputables à l'ossature bois.

### Parements et styles

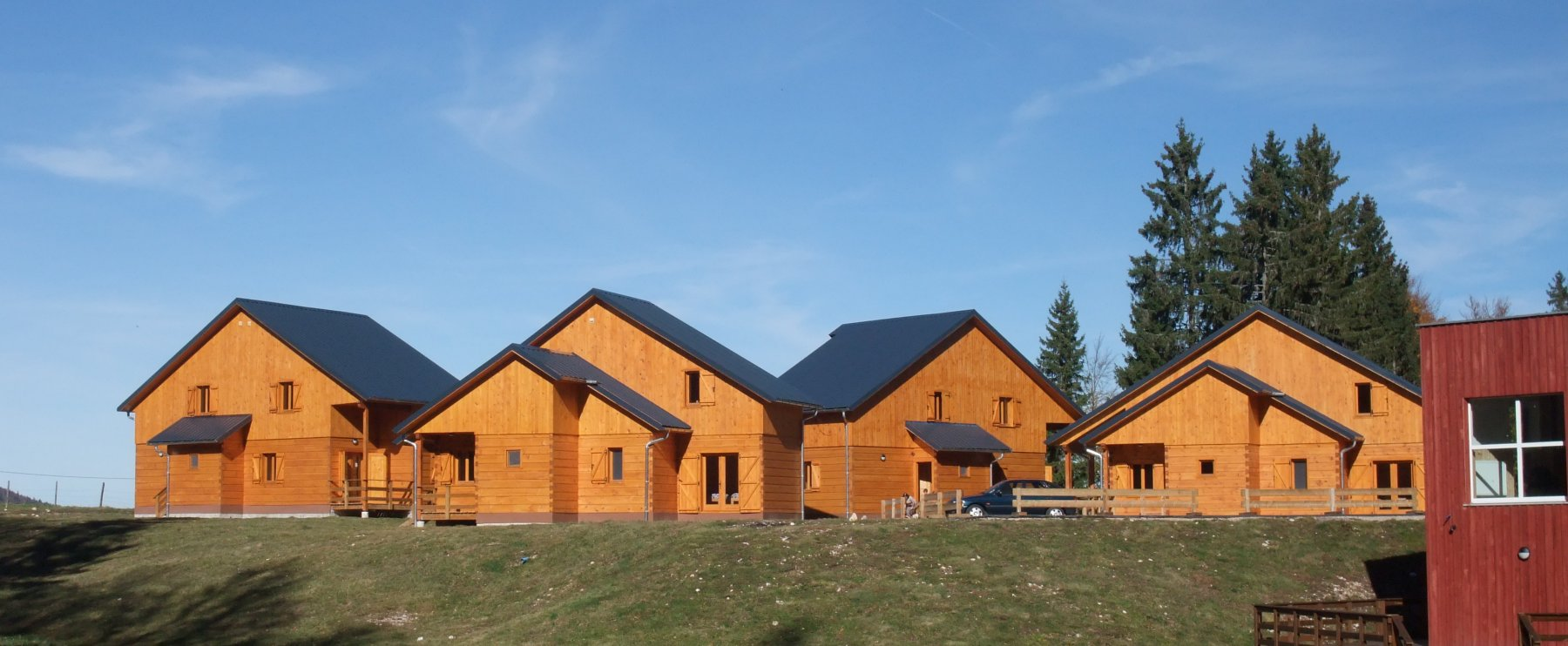
Maisons de vacances en bois, dans le Jura.

Les parements extérieurs servent de rempart contre les intempéries. Souvent réalisés en bardage et notamment en bardage bois, c’est-à-dire en planches de bois qui peuvent être peintes, traitées ou laissées naturelles, le principe constructif laisse toutefois la possibilité de réaliser des parements humides (ex. enduits, crépi), métalliques, ciment, PVC, résine, etc. pour changer le style apparent de la construction, à condition de gérer correctement les transferts d’humidité. Dans le cas des bardages bois, le bois exposé aux rayons solaires et aux éléments, surtout s'il est non traité, prendra une teinte grise avec le temps, mais ne perdra rien de ses qualités mécaniques.
Les parois internes des murs sont le plus souvent réalisées avec des panneaux de plâtre offrant de multiples possibilités de finitions (peinture, papier peint…), mais là aussi il est possible d’envisager d’autres matériaux, par exemple des enduits à la chaux, des murs de briques, etc.
La construction à ossature bois permet donc d’obtenir une présence totale, modérée ou nulle du bois dans les finitions du second œuvre, permettant notamment une grande variété régionale.

### Performances en isolation
Il est souvent donné comme argument en faveur de la maison en bois le fait que pour une qualité d'isolation identique à celle d'une construction maçonnée, le mur d'une construction en bois est moins épais de 40 %, cela représentant des mètres carrés supplémentaires appréciables en cas de contraintes d'urbanisme et lors de la revente.
Dans la pratique, l'intérêt de la construction à ossature légère en bois réside, entre autres, dans la possibilité de réaliser une maison bien mieux isolée et plus confortable qu'une maison en maçonnerie, à prix équivalent. Dès lors, il est logique d'augmenter fortement l'épaisseur d'isolant, comme expliqué plus haut, le surcoût étant très limité en pourcentage du prix total de la construction, et en tout cas minimal par rapport aux économies d'énergies escomptées.
De plus, une maison en bois n'étant pas conçue sur le modèle d'une maison maçonnée, il y a de fortes chances que l'architecture et les surfaces diffèrent. Le gain de surface n'est donc plus significatif et n'est, en tout cas, pas un bon argument de vente face aux détracteurs de la maison des Trois Petits Cochons « en planches ».
Cependant, la résistance thermique des matériaux utilisés pour la construction de maisons à ossature en bois est différente des matériaux utilisés pour la construction de maisons traditionnelles. L'épaisseur des différents matériaux pour une même résistance thermique (0,50 m2 °C W−1) est la suivante:
- béton plein : 88 cm ;
- parpaing creux : 52 cm ;
- pisé : 39 cm ;
- brique pleine : 28 cm ;
- bois résineux : 7,5 cm ;
- béton de chanvre : 6,5 cm ;
- liège, panneaux de cellulose, laine minérale : 2 cm.

Le gain de surface dépendra du type de construction ainsi que du type de matériau utilisé.

### Préfabrication
Un des avantages de la construction à ossature légère en bois est qu'elle autorise la fabrication en atelier des panneaux de mur, au sec, en sécurité. Une fois les murs terminés, ceux-ci sont chargés sur un semi-remorque, puis montés sur le site du chantier au bras de grue ou à la grue. Ainsi, en deux jours, les murs sont debout ; il ne reste que les planchers ou charpente à monter avant que la maison soit hors d'eau.
Ce mode de fabrication requiert anticipation, bonne gestion des approvisionnements, conception maîtrisée au millimètre près, synchronisation avec les autres corps de métier, mais elle garantit que les bois n'ont pas été soumis pendant plusieurs semaines aux intempéries (contrairement au montage des murs sur la dalle).
Un stade plus abouti de la préfabrication consiste à fabriquer également à l'avance, en atelier, les planchers et les charpentes. Par exemple, une charpente typique d’une maison à ossature légère en bois se présente sous la forme de fermes complètes, qui sont montés sur site par une grue.

### Avantage écologique
La construction en ossature légère en bois a un avantage écologique par rapport à la construction en béton. Le bois est un éco-matériau ce qui limite émissions de gaz à effet de serre. L'arbre absorbant une quantité non négligeable de dioxyde de carbone durant sa croissance, son bilan carbone peut être considéré comme positif. Une quantité d'eau moins importante est nécessaire par rapport au montage d'une construction en brique et en béton.

## Eléments d'ossature

### Parois
Les parois d'une construction en ossature légère sont composées :
- d'une isolation thermique et acoustique ;
- d'un contreventement ;
- de murs de refend ;
- de poutrelles de plancher ;
- de pièces verticales :
  - poteaux ;
  - montants d'ossature ;
- de pièces horizontales :
  - lisse ;
  - sablière[1].

#### Contreventement
Le contreventement permet de garantir l'équilibre et la rigidité des murs de l'ossature bois. Il est généralement réalisé en contreplaqué ou en OSB.

### Mur de refend
Un mur de refend est un mur porteur intérieur. Il assure une fonction de séparation pour séparer une pièce d'une autre, mais aussi une fonction de renforcement de la structure et de soutien des étages supérieurs.